# Rebelião do Norte
A Rebelião do Norte, Levantamento do Norte ou Revolta dos Condes do Norte (em inglês: Northern Rebellion, Rising of the North e Revolt of the Northern Earls, respetivamente), foi uma revolta frustrada contra Isabel I de Inglaterra em 1569 por católicos do Norte da Inglaterra. O seu objetivo era depor Isabel e coroar Maria da Escócia como rainha da Inglaterra. 

## Eventos anteriores
Francisco II de França e Maria tinham assumido a variante inicial do brasão real de armas do Reino Unido, que precedeu o de Jaime I, filho do seu casamento com Henrique Stuart, Lorde Darnley, que nasceu no Templo Newsam, perto de Leeds, Yorkshire. Maria e Darnley tinham mais motivos para usar essas armas, como governadores conjuntos, e ambos descendentes de Margarida Tudor (unidos com o nascimento de Jaime VI & I), embora a presença da parte francesa no brasão era mais legitimada por Francisco, apesar da reivindicação Plantageneta da França. Os católicos ingleses, que ainda compunham uma parte significativa da população, neste momento, reconheciam Maria Stuart, não Isabel, como governante legítima da Inglaterra. A Espanha e as velhas alianças Plantagenetas estavam constantemente na mente dos conspiradores, como antes acontecia com a Peregrinação da Graça, mas tiveram de se contentar na linhagem de Tudor, na Escócia, e da vaga ajuda espanhola para Maria. As suas perspectivas foram iluminadas pelo nascimento de Jaime VI da Escócia, I de Inglaterra (apesar do antigo preconceito anti-Auld Alliance, pois eles estavam desesperados) e da fação Percy que acabaria por tentar usar esse apoio católico por Maria para obter favores para os católicos, acima da sucessão de Jaime, mas este foi um tiro pela culatra e os levaram à Conspiração da Pólvora. 

## Rebelião
A rebelião foi liderada por dois membros da grande nobreza do Norte: Carlos Neville, 6.º Conde de Westmorland e Tomás Percy, 7.° Conde de Northumberland. Eles foram iniciados, em parte, por Leonard Dacre, que estava jogando um jogo duplo. Como herdeiro do sexo masculino de Jorge Dacre, 5.º Barão Dacre de Gillesland, ele esperava trair os conspiradores e obter, como recompensa, as terras na posse das suas sobrinhas, as co-herdeiras do Senhor Dacre. Os condes rebeldes ocuparam Durham em cuja catedral fizeram celebrar uma missa com o rito católico. Enquanto marchavam para o sul,  Isabel esforçava-se para levantar forças suficientes para os enfrentar. No entanto, a suspeita do levantamento de uma grande força pelo Conde de Essex fez com que os rebeldes abandonassem os planos para ocupar York, tendo ocupado Barnard Castle no seu lugar, de onde seguiram para Clifford Moor, encontrando pouco apoio popular. Essex saiu de York, em 13 de dezembro de 1569, com 7000 homens que se juntaram aos seus 4600, logo seguido por 12000 de Lord Clinton. Os condes rebeldes recuaram para o norte antes dele e, finalmente, dispersaram as suas forças, fugindo para a Escócia. 
A traição dos Dacre foi descoberta, tendo se batalhado com 3000 cumbrianos contra um destacamento do exército real de Lord Hunsdon. Os Dacre foram vencidos, mas escaparam à morte com um exílio em Flandres. Como resultado, o Castelo de Raby foi perdido pela família de Neville. O Conde de Westmorland foi proscrito, mas fugiu para a Flandres e morreu pobre em Espanha. O Conde de Northumberland fugiu para a Escócia, foi preso lá, e entregue a Isabel em 1572, sendo sumariamente decapitado em York. Vários personagens menores e padres católicos também se exilaram ou foram executados. 

## Bula papal
O Papa Pio V apoiou a rebelião católica excomungando Isabel e declarando-a deposta numa Bula. A bula da deposição, Regnans in Excelsis, só foi emitida no início de 1570, chegando depois de a rebelião já ter sido derrotada. Depois de ela ser emitida, Isabel optou, no entanto, por não prosseguir a sua política de tolerância religiosa. Passou a perseguir os seus inimigos religiosos, levando a várias conspirações para depô-la do trono. 
A esposa de Neville, Joana Neville, Condessa de Westmorland, esperava negociar o casamento do seu irmão, Tomás Howard, 4.º Duque de Norfolk, com Maria I da Escócia, e colocá-los no trono da Inglaterra.  Ela foi a primeira a exortar os rebeldes a se revoltarem contra Isabel I de Inglaterra. Joana Neville fugiu para o continente onde passaria o resto da sua vida em prisão domiciliária. O Duque foi preso e mais tarde perdoado em 1570.